# Margaret Cavendish, Duchess of Newcastle

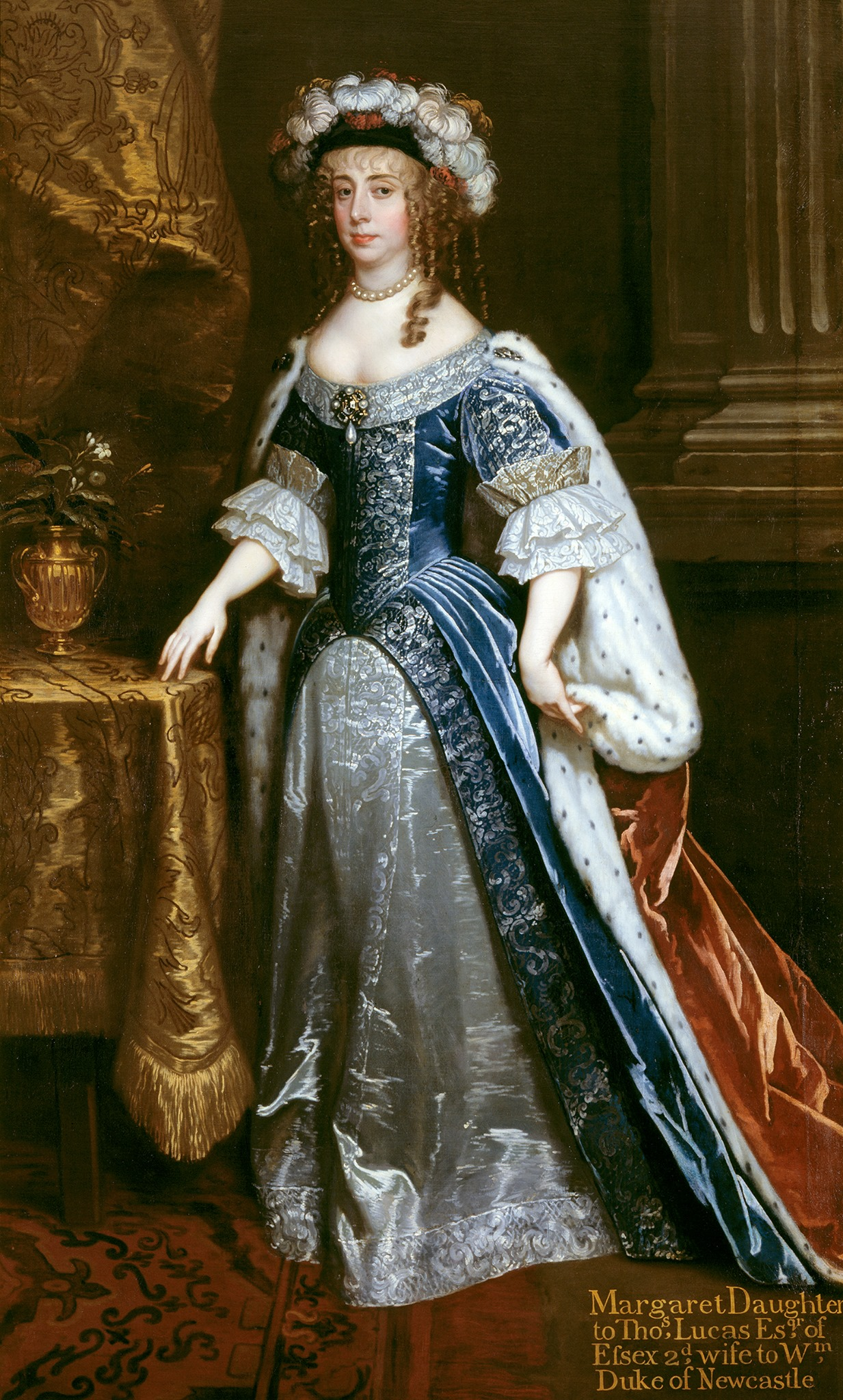
Margaret Cavendish, 1665, Gemälde von Peter Lely

Margaret Cavendish, Duchess of Newcastle (geborene Lucas; * 1623; † 15. Dezember 1673), war eine (Natur-)Philosophin, Schriftstellerin, eine de ersten Science-Fiction-Autorin, Wissenschaftlerin und englische Adlige. Sie produzierte mehr als 12 originale literarische Werke, von denen viele aufgrund ihres hohen sozialen Status bekannt wurden, was es Margaret ermöglichte, mit einigen der wichtigsten und einflussreichsten Köpfe ihrer Zeit in Austausch zu treten.

## Leben
Sie war das jüngste Kind von Sir Thomas Lucas (1573–1625) und Elizabeth Leighton († 1647). Sie hatte vier Schwestern und drei Brüder, Sir Thomas Lucas (1598–1649), John Lucas, 1. Baron Lucas (1606–1671) und Sir Charles Lucas (1613–1648), die sich im Englischen Bürgerkrieg als Royalisten hervortaten. Margaret Cavendish erhielt keine formale Ausbildung, hatte jedoch Zugang zu wissenschaftlichen Bibliotheken und zeichnete sich als eifrige Leserin aus. Früh fing sie an, ihre eigenen Ideen auf Papier zu bringen, und trat – durch die Ungewöhnlichkeit, dass eine Frau sich mit intellektuellen Themen befasste – im Privaten mit ihrem Bruder Sir John Lucas, der bereits hoch gebildeter Jurist war, in intellektuellen Austausch.
Margaret begleitete als Hofdame der englischen Königin Henrietta Maria von Frankreich diese ins Exil nach Frankreich, wo sie einige Zeit am Hof des jungen Ludwig XIV. verbrachte. In Frankreich wurde sie 1645 zur zweiten Ehefrau von William Cavendish, 1. Marquess of Newcastle. Bis zur Stuart-Restauration blieb sie in Frankreich. Die Ehe blieb kinderlos.
In den 1640ern war Margaret Teil des von ihrem Mann gegründeten „Cavendish-Circle“, welcher als wichtige Anlaufstelle für den Austausch der intellektuellen Größen des 17. Jh. galt. Thomas Hobbes, René Descartes, Marin Mersenne, Pierre Gassendi und Digby nahmen ebenfalls an einigen der Treffen teil.
Ab 1651, dem Jahr ihrer Rückkehr nach England, wirkte Cavendish als (Natur-)Philosophin, Dichterin, Essayistin und Dramatikerin. Zu einer Zeit, in der die meisten Frauen anonym publizierten, veröffentlichte Cavendish ihre Arbeiten unter ihrem eigenen Namen. Sie galt als brillante und eindrucksvolle Schriftstellerin, weshalb es ihr möglich war, ihre literarischen Werke eigenständig zu veröffentlichen. Ihre philosophischen Werke musste sie jedoch mit der Unterstützung ihres Mannes, durch Kontakte und finanzielle Mittel, publizieren.
Ihre Veröffentlichungen befassten sich mit einer großen Anzahl von Themen, insbesondere widmete sie sich jedoch der von Männern dominierten Naturphilosophie, aber auch Geschlechter- und Machtfragen sowie Ethik. Cavendish wurde wiederholt als eine Autorin gewürdigt und kritisiert, die einen entscheidenden Einfluss auf das Werk anderer nachfolgender Frauen hatte.
Margaret Cavendish galt auch als sehr provokant und engagiert bei dem Versuch, ihre Schriften in den Diskurs einzubringen. So schickte sie Kopien an Wissenschaftler und Bibliotheken mit der Bitte um Kommentare und fortführende Korrespondenz. Diese waren jedoch überwiegend von Abweisung und Hohn geprägt.
Daher entschied sich Cavendish, eine fiktive Korrespondenz zu verfassen, da sie die Überzeugung vertrat, dass Philosophie (sowie Philosophen) nicht in Isolation, sondern im Austausch und Dialog mit anderen entwickelt wird und entsteht.
Sie stand mit ihren Auffassungen von denkender Materie, Übertragung von Bewegung und naturwissenschaftlichen Erklärungen in kritischer Auseinandersetzung mit einigen derzeitigen Theorien und, insbesondere mit dem vorherrschenden Mechanismus ihrer Zeit. Dies brachte ihr das wechselseitige Ansehen als verrückt, anmaßend, kurios, aber auch als genial ein.
1667 wurde ihr die Anerkennung zuteil, als erste Frau in die Royal Society eingeladen zu werden, und sie setzte sich dort beispielsweise mit den Naturphilosophen Thomas Hobbes, René Descartes und Robert Boyle auseinander.
Heute gilt sie als erste einer ganzen Reihe von „scientific ladies“, die im 17. und 18. Jahrhundert wissenschaftliche Beiträge leisteten. Durch ihren Roman The Blazing World, in dem eine ungenannte Erzählerin über den Nordpol in eine fremdartige Welt gelangt, gilt sie als die erste weibliche Science-Fiction-Autorin.
Sie starb im Alter von 50 Jahren am 15. Dezember 1673 in Welbeck Abbey.

## Philosophische Lehren
Margaret Cavendishs Philosophie liefert eine frühe und überzeugende Version des Naturalismus, welche sich auch in der heutigen Philosophie und Wissenschaft finden lässt und bietet Erkenntnisse zu Themen über die Natur und beschäftigte sich mit grundlegenden Fragen ihrer Zeit. Wie etwa, ob Sinneswahrnehmung durch Eindrücke vermittelt wird, ob Menschen in einem libertären oder kompatibilistischen Sinne frei sind, ob in der natürlichen Welt wahre Unordnung existiert - also ob es echtes Chaos und völlige Zufälligkeit gibt oder ob alle Phänomene einer inneren Ordnung folgen -, welche Grenzen Wissen, Ideen und Sprache haben und wie Bewegung zwischen Körpern übertragen wird. Außerdem greift Cavendish zentrale Debatten der Sozialphilosophische und politischen Philosophie auf, insbesondere in Bezug auf Handlungsmacht und Autorität. Sie untersucht, wie sehr der Wunsch eines Individuums, ein authentisches und selbstbestimmtes Leben zu führen, von seiner Umwelt unterstützt oder behindert wird.

### Naturphilosophie
Als Naturphilosophin lehnte Cavendish die mechanistische Philosophie des 17. Jahrhunderts ebenso ab wie die auf Aristoteles zurückzuführende herrschende Meinung in der Philosophie ihrer Zeit. Sie entwickelte ein Gegenmodell zur vorherrschenden Philosophie, nach dem die Natur ein zu komplexes System ist, als dass es sich allein durch mechanische Gesetze erklären ließe. Zu Beginn ihrer philosophischen Tätigkeit unterstützte sie noch ein atomistisches Bild nach Epikur, lehnte es in Entwicklung ihrer Philosophischen Überzeugungen, zum Ende ihres Lebens jedoch ab.
Sie verfasste sechs Werke zur Naturphilosophie, in welchen sie ihre naturphilosophischen Positionen (materialistische, monistische, vitalistische und panpsychistische) ausarbeitete.
In ihren Schriften verteidigt sie die Errungenschaften der antiken Philosophie und sah diese als Grundstein für das Verständnis der Welt, während sie die moderne Vorliebe für experimentelle Wissenschaft und die Unterordnung der Vernunft gegenüber den Sinnesorganen kritisiert. Sie betonte, dass spekulative Philosophie wichtiger sei als rein mechanische oder experimentelle Ansätze und argumentierte, dass Vernunft und theoretisches Wissen die Praxis leiten sollten – und nicht umgekehrt.
Ein wichtiger Aspekt ihrer Philosophie ist ihre Auffassung von Kunst und Natur. Cavendish legte besonderen Wert darauf, zwischen natürlichen und künstlichen Effekten zu unterscheiden. Sie argumentierte, dass künstliche Effekte immer Hermaphroditen – Mischformen - seien, die zwar auf natürlichen Strukturen basieren, diese jedoch nicht vollständig nachahmen können. Kunst (als kreative menschliche Gestaltung/Erweiterung der Natur) könne keine völlig neuen Formen oder Materie erschaffen, sondern lediglich bestehende Formen transformieren. Damit wies sie die Vorstellung zurück, dass Kunst der Natur gleichwertig sei, und betonte stattdessen die Überlegenheit der Natur gegenüber der Kunst.
Diese Sichtweise entsprach ihrer Überzeugung, dass die Natur eine harmonische Einheit bildet, in der alle Dinge, trotz ihrer Unterscheidbarkeit in rationaler und sensitiver Dimension untrennbar als Teil eines Ganzen, miteinander verbunden sind. Auch weist Cavendish die Vorstellung zurück, dass es eine einzige, grundlegende Form oder Struktur gibt, aus der alles hervorgeht, und betrachtete stattdessen die Natur als ein unendliches, sich selbst bewegendes Ganzes.
Ihr Verständnis von Natur war geprägt von der Überzeugung, dass Materie aus kleinsten, unteilbaren Teilchen bestehe, den Atomen, die durch Kontakt zueinander die Gegenstände der sinnlich wahrnehmbaren Welt bilden. Die Materie kann sich nach Cavendish immer wieder neu zusammenfügen, und so sei der Weltprozess ewig. Sie beschrieb auch die Herausbildung beseelter Materie, die aus eigener Kraft, ohne Eingreifen eines Gottes, Gegenstände formen und erschaffen könne. Doch betont Cavendish, dass Bewegung nicht unabhängig von Materie existieren könne, noch von einem Körper auf einen anderen übertragen werden. Dies stellt eine klare Ablehnung der atomistischen Sichtweise und Descartes Vorstellung einer mechanistischen Welt da. Für Cavendish war die Natur in einem ständigen, harmonischen Fluss, ohne jedoch allmächtig. Sie betonte, dass die Natur sich aus sich selbst heraus bewegt und keine äußere Kraft benötigt, um in Gang gesetzt zu werden. Ihrer Ansicht nach ist Gott eine unbewegte und unveränderliche Essenz, die nicht direkt in die natürlichen Prozesse eingreift. Damit wandte sie sich gegen Philosophien, die Materie göttliche Eigenschaften zuschreiben, und kritisierte den menschlichen Wunsch, die Natur zu beherrschen oder vollständig zu verstehen. Ihre Philosophie bedeutet eine Zurückweisung der Schöpfungsgeschichte und brachte ihr den damals schwerwiegenden Vorwurf des Atheismus ein.
Cavendish wies zudem auf die Grenzen menschlicher Wahrnehmung und technologischer Hilfsmittel wie des Mikroskops hin. Sie betrachtete diese als unzuverlässig, die Erkenntnisse der Mikroskopie würden die Welt verzerren, anstatt sie zu erklären, womit Cavendish die menschliche Wahrnehmung als normativ herausstellte schließlich betonte Cavendish, dass Formen und Materie untrennbar miteinander verbunden sind und in der Natur ewig existieren. Kunst sei stets auf natürliche Materialien und Bewegungen angewiesen und könne keine neuen Formen oder Materie erschaffen.
Cavendish hielt es für vermessen, dass der Mensch glaubte, durch Wissenschaft oder Kunst die Natur in ihrem Wesen verändern oder kontrollieren zu können. Ebenso empfand sie die Bemühung zu „beweisen, dass Materie etwas, wie Gott ist, und diesen Versuchen zu beweisen das der Mensch so etwas wie Gott ist“ überheblich.

### Religion
Ihre vitalistische und materialistische Weltsicht brachte ihr zu Lebzeiten den damals gefährlichen Vorwurf des Atheismus ein, da ihrer Theorie nach Gott nur eine Nebenrolle in der Welt spielen könnte oder gar ganz ersetzbar wäre. Stoneham und West schreiben ihr die Möglichkeit eines deistischen Weltbildes aus heutiger Sicht zu. Sie selbst äußerte sich auf diese Vorwürfe spät in ihrem Leben ein weiteres Mal und stellte für sich persönlich klar, dass sie an Gott im christlichen Sinne glaube.

## Literarisches Wirken
Margaret Cavendish galt als Schriftstellerin und als eine außergewöhnliche literarische Figur des 17. Jahrhunderts, deren Werk von einer Vielzahl von Themen und Formen geprägt ist. Ihre Schriften sind sowohl poetische Werke als auch philosophische und gesellschaftliche Reflexionen, die sich durch eine bemerkenswerte Mischung aus Fantasie, Naturphilosophie und Geschlechterthemen auszeichnen. In ihren zahlreichen Werken, darunter Poems and Fancies (1653), Nature's Pictures Drawn by Fancy's Pencil to the Life (1656) und The Description of a New World, Called the Blazing World (1666), hinterließ Cavendish ein markantes literarisches Erbe, das sowohl ihrer Zeit als auch modernen Lesern weiterhin viel zu bieten hat.
Ihre Romane und Theaterstücke waren ebenfalls durchzogen von ihren philosophischen Gedanken und Überzeugungen, welchen ihren wissenschaftlichen Werken zugrunde lagen. Auf diesem Wege versuchte sie ihre Überzeugungen einem breiten Publikum (vereinfacht) zugänglich zu machen und die männliche gelehrte Elite, als einzige Rezeptionsquelle für wissenschaftliche Literatur ihrer Zeit, zu umgehen.
Daher war ihr bekanntester Roman The Blazing World zu Beginn erst nur ein Anhang zu ihrem Traktat Observations upon Experimental Philosophy. The Blazing World wird dabei entweder als erster Science-Fiction-Roman oder zumindest als Vorreiter von Science-Fiction gesehen. Grundsätzlich empfand sie Science-Fiction und jegliche ausgedachte Version der Welt in Literatur und Theater als Schaffen einer eigenen Welt und Flucht aus dem zumeist anstrengenden oder auch unfairen Alltag. Daher schaffen Menschen laut Cavendish Welten, die ihren eigenen Moralvorstellungen, Hoffnungen und Wünschen entsprechen. Sie gibt uns Platz, uns selbst in ihr so auszuleben, wie es in der Realität nicht möglich ist. Sie geht so weit zu sagen, dass wir in einer fiktionalen Welt genauso erfüllt sein könnten, wie wenn wir so in Wirklichkeit leben. Cavendish meint hiermit auch an, dass Frauen zur Realität einen deutlich geringeren Zugang haben als Männer und somit als einzige Möglichkeit, ein erfüllteres Leben zu leben, sich eventuell in eine fiktionale Welt flüchten müssen, wo sie sein können, wer sie wollen, oder leben können, wie es ihnen in der Realität verwehrt wird.

## Werke
Cavendish veröffentlichte zwischen 1653 und 1671 zahlreiche literarische und wissenschaftliche Titel, Theaterstücke und auch relevante Briefwechsel
- Poems and Fancies (1653)
- Philosophical Fancies (1653)
- World's Olio (1655)
- The Philosophical and Physical Opinions. 1655 (Digitalisat).
- Nature's Pictures drawn by Fancies Pencil to the Life (1656)
- A True Relation of my Birth, Breeding, and Life (1656)
- Orations (1662)
- Plays (1662)
- Sociable Letters (1662)
- Philosophical Letters (1662)
- Observations upon Experimental Philosophy (1666)
- The Blazing World (1666)
  - Deutsch: Margaret Cavendish: Die gleißende Welt. Übers. und mit einem Nachwort versehen von Virginia Richter. Scaneg Verlag, München 2001 (Scasimile; 2), ISBN 978-3-89235-252-5.
- Life, a biography of William Cavendish (1667)
- Plays Never Before Published (1668)
- Grounds of Natural Philosophy (1668)
- The Convent of Pleasure (1668)

Moderne Werkausgaben
- Alexandra G. Bennett (Hrsg.): Bell in Campo and The Sociable Companions. Broadview Press, Peterborough (Ontario) 2002.
- Anne Thell (Hrsg.): Grounds of Natural Philosophy. Broadview Press, Peterborough (Ontario) 2020.
- David Cunning (Hrsg.): Margaret Cavendish: Essential Writings. Oxford University Press, Oxford 2019.
- Susan James (Hrsg.): Margaret Cavendish: Political Writings. Cambridge University Press, Cambridge 2003.
- Eileen O’Neill (Hrsg.): Observations upon Experimental Philosophy. Cambridge University Press, New York 2001.
- Gwendolyn Marshall (Hrsg.): Observations upon Experimental Philosophy, abridged. Hackett Publishing, Indianapolis 2016.
- Sylvia Bowerbank, Sara Mendelson (Hrsg.): Paper Bodies: A Margaret Cavendish Reader. Broadview Press, Peterborough (Ontario) 2000.
- Deborah Boyle (Hrsg.): Philosophical Letters, abridged. Hackett Publishing, Indianapolis 2021.
- Brandie Siegfried (Hrsg.): Poems and Fancies, with the Animal Parliament. Iter Press, Abingdon 2018.
- James Fitzmaurice (Hrsg.): Sociable Letters. Broadview Press, Peterborough (Ontario) 2004.
- Kate Lilley (Hrsg.): The Description of a New World Called The Blazing World And Other Writings. William Pickering, London 1992.
- Anne Shaver (Hrsg.): The Convent of Pleasure and Other Plays. The Johns Hopkins Press, Baltimore 1999.
- Julia Hoydis (Hrsg.): Eine Welt in einem Ohrring. Ausgewählte Werke. Secession Verlag, Zürich/Berlin 2023, ISBN 978-3-907336-21-2

## Rezeption und Einfluss
Ihr Denken hat wichtige Auswirkungen, die uns Einblicke in die Stellung des Menschen in der Natur, die Unterscheidung zwischen dem Sozialen und dem Natürlichen und die gegenseitige Abhängigkeit der Lebewesen geben. Sie leistete auch wichtige Beiträge zu anderen philosophischen Themen wie Verursachung, Wahrnehmung, Bewegung, Handeln, Geschlecht, Gott und freier Wille. Ihre Ansichten und Argumente können auch als Einfluss auf die zeitgenössischen Bewegungen der Tiefenökologie und Umweltethik interpretiert werden.
Cavendish war eine unorthodoxe und mutige Intellektuelle, die bei ihren Zeitgenossen kontroverse Reaktionen hervorrief. Negative Kommentare stammen von beispielsweise von Samuel Pepys, einem Mitglied der Royal Society, der sie einmal als „eine verrückte, eingebildete, lächerliche Frau“ bezeichnete, obwohl er ihre Werke gerne gelesen hatte und ebenfalls schrieb, dass jedes Mal, wenn Cavendish London besuchen würde, eine erhebliche Aufregung, besonders in literarischen Kreisen, herrschen würde.
Dorothy Osborne äußerte in einem veröffentlichten Brief nach der Lektüre eines Buches der Herzogin, sie sei sich sicher, dass es „nüchternere Menschen im Bedlam gibt“. Sie hatte auch zahlreiche Bewunderer, darunter Constantijn Huygens, Mildmay Fane der Earl of Westmorland, John Dryden, Kenelm Digby und Henry More. Joseph Glanvill und Walter Charleton korrespondierten mit ihr und beschäftigten sich mit ihrer Philosophie und Wissenschaft. Nach ihrem Tod stellte ihr Mann William Cavendish ein Buch mit bewundernden Briefen, Gedichten und Empathie zahlreicher Personen zusammen. Im 19. Jahrhundert zeigte sich Charles Lamb begeistert von ihren Sociable Letters und bewunderte die von ihrem Ehemann verfasste Biografie über sie so sehr, dass er sie als ein Juwel bezeichnete, „für das kein Kästchen kostbar genug ist.“ („for which no casket is rich enough.“) James Fitzmaurice behauptet, „Cavendish wurde von den englischen romantischen Dichtern mit Sympathie betrachtet“ Margaret Cavendish war die erste Person, die in Großbritannien eine originelle Atomtheorie entwickelte. Sie war auch die erste Frau, die zu einer Sitzung der Royal Society eingeladen wurde. John Evelyn, ein Mitglied der Royal Society, sah in Cavendish „eine mächtige Angeberin der Gelehrsamkeit, der Poesie und der Philosophie“. Dennoch wurde ihr Wissen von einigen anerkannt, wie zum Beispiel von der Protofeministin Bathsua Makin: „Die gegenwärtige Herzogin von New-Castle übertrifft durch ihren eigenen Genius und nicht durch rechtzeitige Belehrung viele ernste Männer im Gewand“. Sie sah in ihr ein Beispiel dafür, was Frauen durch Bildung erreichen konnten. Neue Manuskripte deuten auch darauf hin, dass sie zumindest von einigen frühen Mitgliedern der Royal Society gelesen und ernst genommen wurde, wie etwa von deren Sekretär Nehemiah Grew.
Im frühen zwanzigsten Jahrhundert geriet Cavendish weitgehend in Vergessenheit. Erst in Virginia Woolfs “The Common Reader” (1925) wurde die Duchess wiederentdeckt. Woolf bemerkte, dass:

„Der Großteil der Herzogin ist durchzogen von einem Funken wahrer Leidenschaft. Man kann der Anziehungskraft ihrer unberechenbaren und liebenswerten Persönlichkeit nicht widerstehen, während sie von Seite zu Seite wandert und funkelt. Es gibt etwas Edles, Idealistisches und Lebensfrohes an ihr, ebenso wie etwas Verrücktes und leicht überdrehtes. Ihre Einfachheit ist so offen, ihre Intelligenz so lebendig.“

In den 1980er wurde Cavendish großes wissenschaftliche Interesse gegenüber gebracht, als sie wiederentdeckt und aus einer modernen feministischen Perspektive analysiert wurde. Seitdem sind zahlreiche kritische, Studien über sie erschienen. Mit ihrem Roman The Blazing World wurde sie auch als eine der ersten Science-Fiction-Autorinnen berühmt. Ihre selbst eingefügte Figur namens Margaret Cavendish in The Blazing World gilt als eines der frühesten Beispiele des modernen Mary-Sue-Tropes. Kürzlich wurden ihre Stücke in der Performanz-Forschung untersucht, da sie die Grenzen zwischen Aufführung und Literatur verwischen, Geschlechtsidentitäten herausfordern und Geschlechternormen auf den Kopf stellen.
Dieses neue Interesse hat auch Medienprojekte hervorgebracht. Der Film The Blazing World (2021) ist lose von Cavendishs Science-Fiction-Geschichte inspiriert. Siri Hustvedts The Blazing World (2014), das ebenfalls lose von Cavendish inspiriert war, gewann den Los Angeles Times Book Prize for Fiction. Margaret the First von Danielle Dutton war „luzider Präzision und scharfen Schnitten durch die Erzählzeit“ als einen neuen Ansatz, „sich das Leben einer historischen Frau vorzustellen“.
Mit dem Wachstum der Digital Humanities haben mehrere Projekte begonnen, Cavendish zu archivieren. Die International Margaret Cavendish Society wurde als „Kommunikationsmittel zwischen Wissenschaftlern weltweit“ gegründet, um das Bewusstsein für Cavendishs wissenschaftliche Präsenz als Drehscheibe für Newsletter, Kontakte und Links zu Cavendishs Werken zu erhöhen. Ebenso arbeitet das Digital Cavendish Project daran, Cavendishs Schriften für Menschen im gesamten Internet zugänglich und lesbar zu machen und „digitale Forschung, Bildarchive, wissenschaftliche Projekte und Lehrmaterialien hervorzuheben“. Am 26. Januar 2018 kündigte der Twitter-Account Digital Cavendish an, dass sein nächstes Ziel darin bestehe, das Gesamtwerk von Margaret Cavendish zusammenzustellen.

### Monographien
- George Ballard: Memoirs of several ladies of Great Britain, who have been celebrated for their writings, or skill in the learned languages, arts and sciences. Oxford 1752.
- Sylvia Bowerbank, Sara Mendelson (Hrsg.): Paper Bodies: A Margaret Cavendish Reader. Broadview, Peterborough 2000, ISBN 978-1-55111-173-5.
- Margaret Cavendish: Observations upon Experimental Philosophy. Hrsg. Eileen O’Neill. Cambridge University Press, New York u. a. 2001, ISBN 0-521-77204-4.
- Line Cottegnies, Nancy Weitz (Hrsg.): Authorial Conquests. Essays on Genre in the Writings of Margaret Cavendish. Fairleigh Dickinson University Press, Cranbury 2003, ISBN 0-8386-3983-6.
- Lara A. Dodds: The Literary Invention of Margaret Cavendish. Pennsylvania State University Press, University Park 2013, ISBN 978-0-8207-0465-4.
- Lisa Walters, Brandie R. Siegfried: Margaret Cavendish, an interdisciplinary perspective. Cambridge University Press, Cambridge, New York 2022, ISBN 978-1-108-74843-8.
- Katie Whitaker: Mad Madge. The Extraordinary Life of Margaret Cavendish, Duchess of Newcastle, the First Woman to Live by Her Pen. Basic Books, New York 2002, ISBN 0-465-09161-X.
- Karen Raber: Dramatic difference. Gender, class, and genre in the early modern closet drama. University of Delaware Press, Newark 2001, ISBN 978-1-61149-204-0.

### Aufsätze
- Dolores Paloma: Margaret Cavendish: Defining the female self. In: Women's Studies 1980 7.